# Щуково
Щу́ково (рос. Щуково) — присілок у складі Слободського району Кіровської області, Росія. Входить до складу Стуловського сільського поселення.
Населення становить 279 осіб (2010, 226 у 2002).
Національний склад станом на 2002 рік — росіяни 97 %.